# Transmodernité
La transmodernité est un concept référant à un nouveau mode d'organisation, ou une nouvelle période qui serait au-delà de la modernité. Aujourd'hui principalement développé comme projet en Amérique Latine par le Groupe modernité/colonialité, elle a aussi été théorisée dans les années 1990 par Marc Luyckx Ghisi pour exprimer le moment de transition mondiale déjà en cours. L'idée de transmodernité a été mise en circulation pour la première fois en 1989, par la philosophe espagnole Rose María Rodríguez Magda pour désigner la période actuelle.

## Étymologie
Du latin trans- \tʁɑ̃s\
1. Préfixe qui donne le sens de passer d’ici à là, passer à travers, passer outre, être au delà.

## La transmodernité comme projet
La transmodernité est principalement entendue comme un projet allant au-delà de la Modernité et de la Postmodernité. Un projet civilisationnel parallèle surgissant en dehors de l'Europe et des États-Unis. Ainsi, la transmodernité signifie voir et analyser les phénomènes internationaux de façon mondiale et localisée, donc réellement plus proche de la réalité de chaque société, faisant à la fois la promotion d'un dialogue interculturel symétrique, et permettant que surgisse le propre de chaque culture. Ceci rend donc possible l'empowerment des cultures non occidentales dans le but d'exister en harmonie, en opposition au caractère totalisant de la modernité. La Transmodernité est à la fois un projet nouveau de libération des victimes de la Modernité et l'entrée en dialogue avec les projets de la Modernité et de la Postmodernité mais surtout l'espace permettant de développer les potentialités alternatives de chaque culture.

### Selon le Groupe Modernité/Colonialité
Sans être le continuateur officiel de la Philosophie de la libération, le Groupe Modernité/Colonialité reprend un certain nombre de critiques propres à ce courant comme celles de l'eurocentrisme et de l'universalisme monologique moderne. De plus, son engagement dans la valorisation des cultures spécifiques et des formes de connaissance occultée, dans la construction de liens entre la philosophie et les luttes sociales et dans la recherche d’une pensée critique latino-américaine authentique les mène à un chemin commun, celui du dépassement de la modernité. Pour ce groupe, la colonialité du pouvoir est constitutive de la Modernité. Penser la décolonisation c'est donc aussi penser la transmodernité.
Un des membres de ce groupe, le philosophe argentin Enrique Dussel, dans son livre Postmodernidad, transmodernidad (1999), le situe dans le contexte de la philosophie de la Libération et de l'enquête sur l'identité de l’Amérique latine. Pour lui, la transmodernité ne désigne pas un stade culturel actuel ni la continuation ou l'évolution de la postmodernité, mais réfère plutôt à un nouveau projet émancipateur. Il entend par théories transmodernes celles qui, provenant de la périphérie de l'économie monde, du Sud Global, revendiquent des structures et des modes de pensées qui sont au-delà de la modernité occidentale depuis Colomb et Descartes.
Le strict concept de trans-moderne indique pour eux cette radicale nouveauté que signifie l'irruption, comme depuis le néant, depuis l'extériorité alternative, de cultures universelles en processus de développement, qui assument les défis de la Modernité, et  encore de la Post-modernité européen-nord-américaine, mais qui répondent depuis un autre lieu. Depuis le lieu de leurs propres expériences culturelles, distinctes de celles européenne/nord-américaine, et qui ont la capacité de répondre avec des solutions impossibles pour la seule culture moderne.
Ramón Grosfoguel, un autre membre du groupe, parle de la transmodernité comme« projet utopique décolonisateur ». La transmodernité réside en fait dans la multiplicité des propositions critiques décoloniales, pensées à partir de localisations épistémiques des peuples colonisés. Il revendique entre autres une reconceptualisation de la démocratie pour la décoloniser de sa forme raciste, patriarcale et capitaliste. De plus, il affirme que « Pour parvenir à ce projet utopique transmoderne, il est toutefois fondamental de transformer le système de domination et d’exploitation du modèle de pouvoir colonial du système-monde européen/euro-nord-américain moderne colonial capitaliste/patriarcal. »

### Selon Hidalgo-Capitan et Cubillo-Guevara
Dans le livre Transmodernidad y transdesarrollo, les co-auteurs Antonio Luis Hidalgo-Capitan y Ana Patricia Cubillo-Guevara tentent de réunir Rodríguez-Magda, Dussel et Luyckx-Ghisi tentent de construire la cosmovision du 21e siècle. Le projet de transmodernité proposerait ainsi l'intégration interculturelle des trois paradigmes culturels ou cosmovisions (pré-modernité, modernité et postmodernité) pour construire la transmodernité comme nouvelle cosmovision allant au-delà des trois. Ce projet interprète le monde par l'intermédiaire du consensus intersubjectif, en cherchant la construction participative de projets. De plus, il repose sur une conception constructiviste du monde, selon laquelle le monde est ce que les gens veulent en faire, et donc gardant en tête qu'« un autre monde est possible ».
Les deux auteurs s'attardent d'ailleurs dans leur livre plus longuement à la Décroissance et au Buen Vivir, représentant selon eux deux versions analogues - une pensée au Nord et l'autre au Sud - de ce que pourrait être le "transdéveloppement transmoderne".

### Caractéristiques politiques et sociales
Le projet transmoderne cherche à construire la solidarité entre les groupes -non seulement en cherchant le soutien mutuel entre des groupes mais aussi avec autres êtres vivant- ce qui permet aux membres des groupes transmodernes d'atteindre un état d'harmonie ou de satisfaction morale. Dans l'actualité, les groupes sociaux transmodernes sont identifiés avec la plupart des mouvements sociaux alternatifs, articulés globalement dans le Forum Social Mondial dont font partie le mouvement pacifiste, les mouvements écologistes, féministes, indigènes, les paysans, les ouvriers, les humanistes.
L'origine du pouvoir se trouverait dans la volonté collective des personnes, en étant les valeurs politiques plus soulignés: la participation dans la transformation de la société ; la interculturalidad, l'acceptation et l'intégration d'éléments originaires de différentes cultures ; la durabilité, ou le respect de la nature ; la resiliencia ou la capacité des organisations sociales de s'adapter à des situations adverses; et la transparence ou le contrôle citoyen des activités politiques. L'idéologie politique transmoderna dominante est ce que il se dénomme alternativismo ou altermundismo, c'est-à-dire, l'idéologie basée sur les idées de que “autres monde est possible” et de que les groupes sociaux organisés comme mouvement sociaux alternatifs peuvent transformer le monde. 

### Caractéristiques économiques
Le système économique associé au projet transmoderne est le post-capitalisme, compris comme une forme d'organisation d'un système socio-économique caractérisé par la coexistence du marché avec d'autres mécanismes, où le marché n'est pas nécessairement dominant.  Dans ce système, le secteur économique principal est appelé quatrième secteur ou secteur non lucratif, où sont centrales les entreprises coopératives, les entreprises d'insertion sociale, les fondations et les organisations non gouvernementales.
La connaissance et la communication sont les ressources productives stratégiques pour les transmodernes, dans la mesure où elles leur permettent de satisfaire leurs besoins autant matériels qu’immatériels. Ainsi, les fonctions sociales les plus prestigieuses sont celles des médiateurs interculturels ou sociaux, des activistes et community manager ; les principaux modes de paiement étant les monnaies sociales ou monnaies locales (émises par quelque collectif sans caution de l'État, déterminé comme moyen de paiement d'une communauté) et les monnaies virtuelles.

## La transmodernité comme transition
La transmodernité est aussi théorisée par Marc Luyckx Ghisi dans son livre Au-delà de la Modernité, du Patriarcat et du Capitalisme - La société réenchantée?. Pour lui, il existe actuellement un certain nombre d'indicateurs du changement, comme la révolution de la communication, la conscience écologique globale, le déplacement vers des valeurs post-matérialistes ainsi que l'expérimentation spirituelle et les nouvelles consciences qui indiquent le dépassement progressif de la modernité. De plus, les bases de la société capitaliste industrielle (comme la propriété privée des moyens de production, la maîtrise des marchés et de la nature, la rareté, etc.) sont en train de s'effriter.
Par ailleurs, la notion de transmodernité est apparue de manière sporadique dans le cadre de rencontres liées à  La culture de la paix, Le dialogue interculturel ou la philosophie du droit. Marc Luyckx a réitéré le concept, en l'utilisant à partir de 1998 lors du séminaire Gouvernance et Civilisations qu'il a coordonné à Bruxelles, organisé par La Cellule sur l'avenir de la Communauté Européenne, en collaboration avec la World Academy of Arts and Sciences. Selon lui, la transmodernité prétendrait à une synthèse entre des positions pré-modernes et modernes, constituant un modèle dans lequel est possible la coexistence de toutes les deux, afin de rendre compatible la notion de progrès avec le respect de la différence culturelle et religieuse, et en essayant de surpasser le refus, principalement de pays islamiques, à la vision Occidentale de la modernité. Cette même idée de dialogue inter-culturel a aussi été mobilisée par Ziauddin Sardar, Etienne Lui Roy ou Christoph Eberhard.[réf. nécessaire]

## La transmodernité comme réalité contemporaine
Le terme de transmodernité a été mis en circulation pour la première fois en 1989, par la philosophe espagnole Rose María Rodríguez Magda dans son livre Le sourire du Saturne, et développé par la suite dans Le modèle Frankenstein, concrétisant sa théorisation de la transmodernité comme nouvelle étape sociétale,,. Assumant que la post-modernité désigne une époque révolue, le mot représente avant tout un effort pour comprendre la période actuelle.
La culture transmoderne part de la perception du présent, commune à divers auteurs, et dénommée de différentes manières, que ce soit le « capitalisme tardif » de Fredric Jameson, la « modernité liquide » de Zygmunt Bauman, ou le « désert du réel » de Slavoj Zizek. Tandis que certains constatent ce qui peut faire rupture entre les phases moderne et postmoderne, d'autres ne cessent de postuler une continuité, ce qui, selon Rodríguez Magda, brouille la perception du changement de paradigme dont nous devons faire usage afin d'esquisser les armes conceptuelles permettant d'affronter notre contemporanéité.
Selon l'exposé de l'auteur livré dans les livres cités ci-dessus, l'affirmation postmoderne de l'impossibilité des Méta-récits (Lyotard) est rendue caduque s'il existe un nouveau Méta-récit, celui de la globalisation. Un «Nouveau Méta-récit», qui n'obéit pas aux efforts théoriques ou socialement libérateurs des méta-récits modernes, sinon à l'effet inattendu des technologies de communication, à la nouvelle dimension du marché et de la géopolitique. La mondialisation économique, politique, informatique, sociale, culturelle, écologique où tout est interconnecté, formant un magma fluctuant, diffus, mais fondamentalement totalisant. Il est donc nécessaire d'approcher la configuration du présent, avec ses modifications, à partir d'un paradigme nouveau. Plus que le préfixe "post", celui de "trans" serait davantage approprié pour caractériser la situation, depuis que connote la manière de transcender les limites de la modernité, parle d'un monde en constante transformation basée non seulement sur les phénomènes transnationaux, mais sur la primauté de la transférabilité des informations en temps réel, traversée de transculturalité, où la création se réfère à la transtextualité et où de l'innovation artistique est considérée comme transvanguardiste. Ainsi, si la société industrielle a été la culture moderne, et la société post-industrielle, la culture post-moderne, dans une société mondialisée correspond à un type de culture que Rodríguez Magda a caractérisé de "transmoderne".
Pour Enrique Dussel, cette approche pose problème par son ethnocentrisme et, par conséquent, par l'exclusion de la majeure partie de l'humanité qui s'ensuit. Elle se distingue aussi du travail de Lufyckx Ghisi et de ceux du groupe Modernité/Colonialité par l'absence de référence au pré-moderne.

### Architecture
Un troisième milieu où s'est développé une certaine théorisation à ce sujet est celui de l'architecture. En 2002 le Austrian Culturel Forum de New York a programmé l'exposé: TransModernity. Austrian Architects. de Marcos Novak, qui a codirigé avec Paul Virilio entre 1998 et 2000 la «Fondation Transarchitectures» de Paris, a renforcé la notion de transarchitecture comme l'architecture liquide du nouveau espace virtuel[réf. souhaitée].

## Transmodernité contre Postmodernité
La perspective transmoderne n'est pas l'équivalente des critiques postmodernes. La posmodernité est une critique eurocentrée de l'eurocentrisme. Elle reproduit tous les problèmes de la modernité/colonialité. Pour Ernesto Laclau et Chantale Mouffe (postmodernes), les processus de construction de l'hégémonie se constituent lorsqu'un sujet particulier lui donne un sens, créant une équivalence avec d'autres sujets et, à la fois, en créant un ennemi commun, formant ainsi un bloc de pouvoir contre-hégémonique où un particulier se convertit en représentant universel de toutes les formes d'oppressions.
La Transmodernité ne s'enferme pas dans le «pessimisme totalisant» de la postmodernité, au contraire, elle reconnaît les réussites et les avancées du paradigme moderne, récupère les apports transmodernes et sauve les savoirs ancestraux.
Un exemple de processus hégémonique est le cri "Viva Perón" . Ce cri de "Viva Perón", à travers duquel tous les opprimés s'identifieraient, dissout toutes les demandes particulières, en privilégiant un mouvement que rendrait hégémonique le mouvement péroniste contre l'ennemi commun. Dans le postmodernisme, l'altérité épistémique des peuples non-européens n'est pas reconnue. Ils ne reconnaissent seulement que les différences à l'intérieur de l'horizon de sens de la cosmologie et de l’épistémologie occidentale, c'est-à-dire qu'il n'y a pas  d'extériorité relative à la pensée occidentale.
Dans la transmodernité la construction d'un projet politique est différent. Un exemple est la forme que proposent les Zapatistes avec l'Autre Campagne. Les Zapatistes partent de la notion des indigènes tojolabales du «andar preguntando» (qu'on pourrait traduire par «avancer en demandant»). L' «avancer en demandant» amène une autre façon de faire de la politique. Il est lié au concept tojolabal de démocratie comprise comme commander en obéissant où celui qui commande obéit et celui qui obéit commande. En partant de cette cosmologie "autre", les Zapatistes, avec leur marxisme tojolabaleño, entame l'Autre Campagne depuis l'arrière-garde qui va en demandant et en écoutant, et combattant donc l'avant-gardisme qui va en prêchant et en convainquant.
L'idée de l'Autre Campagne est qu'à la fin d'un Dialogue Critique Transmoderne avec tout le peuple mexicain s'articulerait un programme de lutte, un universel concret qui inclurait les demandes particulières de tous les sujets et épistèmès de tous les opprimés mexicains. Cette forme est comme celle de l'Autre Universel  de Walter Mignolo, où la décolonisation de la notion d'universalité occidentale eurocentrée est une tâche centrale pour rendre possible la devise zapatiste de bâtir "un monde où  d'autres mondes sont possibles".